# Vép
Vép je město v západním Maďarsku v župě Vas, spadající pod okres Szombathely. Nachází se asi 3 km východně od Szombathely. Dříve se město jmenovalo Veper a tento název je odvozen od slovanského slova "vepř". V roce 2015 zde žilo 3 322 obyvatel. Podle statistik z roku 2011 zde byli Maďaři (89,6 %), Romové (4,4 %), Němci (1,6 %) a Rumuni (0,7 %).
Nejbližšími městy jsou Sárvár a Szombathely. Blízko jsou též obce Bozzai, Nemesbőd, Tanakajd a Táplánszentkereszt.